# Luc Ferrari
Luc Ferrari (født 5. februar 1929 i Frankrig, død 22. august 2005) var en fransk komponist, ikke mindst af elektroakustisk musik, der er inspireret af John Cage. 
En stærk interesse for naturen og dagligdags lyde hvilket har ført til en række værker.

## Ekstern henvisning
- Biografi over Luc Ferrari Arkiveret 3. april 2005 hos  Wayback Machine